# 필사의 도망자 (1955년 영화)
《필사의 도망자》(The Desperate Hours)는 미국에서 제작된 윌리엄 와일러 감독의 1955년 영화이다. 험프리 보가트 등이 주연으로 출연하였고 윌리엄 와일러 등이 제작에 참여하였다.
각본은 조셉 헤이즈의 신작품으로서 장면의 태반은 댄 가(家)의 내부로 구성되어 있다. 와일러의 연출은 그의 많은 우수작품 중에서도 첫째 둘째를 다투는 교묘한 작품으로서 인물을 이동시키는 방법, 계단이나 기타의 대도구(大道具)·소도구를 살리는 방법의 훌륭함이 숨쉴 사이도 없는 서스펜스를 고조(高調)시키며, 또 한편에서는 부자(父子) 4명의 기분이나 움직임이라든가 일당 3명의 심리적 변화를 미묘하게 포착하면서 인간적인 드라마로서의 흥미도 넘치고 있다.

## 줄거리
탈옥수인 글렌(보가트)과 아우 헐(듀이 마틴), 그 한패인 샘(로버트 미들튼)이 중산계급의 평화스런 가정으로 강도질하러 들어가 요청한 돈이 올 때까지 계속 앉아 있다. 이 집은 주인 댄(마치)과 애인(마서 스코프), 딸과 아들 이렇게 넷이서만 살고 있는데, 외출이 허락될지라도 나머지 가족이 살해될 염려가 있어 일당의 비밀얘기를 할 수가 없다. 하지만 혼자서 도망치려고 했던 헐이 발견되어서 사살되었기 때문에 경찰은 일당의 소재를 알게 되고 댄의 집을 포위, 댄의 용감한 행동으로 잔당 두 사람도 경찰의 기관총에 의해 사살된다.

## 출연

### 주연
- 험프리 보가트
- 프레드릭 마치

### 조연
- 로버트 미들턴
- 마샤 스코트
- 듀이 마틴
- 기그 영
- 메리 머피
- 리처드 아이어

## 기타
- 원작자: 조셉 하예스
- 의상: 에디스 헤드